# Bond (Familienname)
Bond ist ein Familienname.

## Namensträger

### A
- Alan Bond (1938–2015), australischer Unternehmer
- Alexander Bond (* 1996), dänischer Badmintonspieler
- Alf Bond (1911–1986), englischer Fußballschiedsrichter
- Alistair Bond (* 1989), neuseeländischer Ruderer
- Andrew Bond (* 1965), Schweizer Musiker und Schriftsteller
- Ashlee Bond (* 1985), US-amerikanische Springreiterin

### B
- Barbara Harrell-Bond (1932–2018), britische Anthropologin und Hochschullehrerin
- Brian Bond (1936–2025), britischer Militärhistoriker

### C
- Capel Bond (1730–1790), englischer Organist, Dirigent und Komponist
- Carl Eldon Bond (1920–2007), US-amerikanischer Zoologe
- Caroline Bond Day (1889–1948), US-amerikanische Anthropologin und Schriftstellerin
- Catherine Bond-Mills (* 1967), kanadische Siebenkämpferin
- Charles G. Bond (1877–1974), US-amerikanischer Politiker
- Chelsea Bond (* 1975), US-amerikanische Schauspielerin
- Connor Bond (* 2003), australischer Sprinter

### D
- David Bond (1922–2013), britischer Segler
- Derek Bond (1920–2006), britischer Schauspieler
- Dick Bond (John Richard Bond; * 1950), kanadischer Astrophysiker und Kosmologe, siehe J. Richard Bond

### E
- Eddie Bond (1933–2013), US-amerikanischer Sänger
- Edgar Bond (* 1935), philippinischer Sportschütze
- Edward Bond (1934–2024), britischer Dramatiker, Librettist, Sach- und Drehbuchautor
- Edward Augustus Bond (1815–1898), britischer Bibliothekar und Paläograph
- Eleanor Bond (* 1948), kanadische Malerin
- Ernie Bond (* 1929), englischer Fußballspieler

### F
- Franklyn F. Bond (1897–1946), US-amerikanischer Biologe
- Frederick Bligh Bond (1864–1945), britischer Architekt und Archäologe
- Fredrik Bond (* 1978), schwedischer Regisseur und Werbefilmer

### G
- G. Bond (Tennisspielerin), australische Tennisspielerin
- George F. Bond (1915–1983), US-amerikanischer Militärarzt
- George Phillips Bond (1825–1865), US-amerikanischer Astronom
- Gerard Bond (1940–2005), US-amerikanischer Geologe
- Gorman Morton Bond (1952–1981), US-amerikanischer Ornithologe
- Graeme Bond (* 1974), australischer Rugby-Union-Spieler
- Graham Bond (Musiker) (1937–1974), englischer Jazz- und Blues-Musiker
- Graham Bond (Turner) (1937–2018), australischer Turner
- Grahame Bond (* 1943), australischer Schauspieler, Schriftsteller, Regisseur, Musiker und Komponist

### H
- Hamish Bond (* 1986), neuseeländischer Ruderer
- Hugh Lennox Bond (1828–1893), US-amerikanischer Jurist

### I
- Irving Bond (1904–??), argentinischer Ruderer

### J
- J. Richard Bond (John Richard Bond; * 1950), kanadischer Astrophysiker und Kosmologe
- Jackson Bond (* 1996), US-amerikanischer Schauspieler

- James Bond (Ornithologe) (1900–1989), US-amerikanischer Ornithologe
- James Bond III (* 1969), US-amerikanischer Schauspieler und Filmemacher
- James E. Bond (1933–2012), US-amerikanischer Jazz-Bassist, siehe Jimmy Bond
- Jason Bond, US-amerikanischer Arachnologe
- Jimmy Bond (1933–2012), US-amerikanischer Jazzbassist
- John Bond (1932–2012), englischer Fußballspieler und -trainer
- Johnny Bond (1915–1978), US-amerikanischer Country-Sänger
- Julian Bond (1940–2015), US-amerikanischer Bürgerrechtler, Politiker, Professor und Autor

### K
- Kit Bond (1939–2025), US-amerikanischer Politiker

### L
- LaToya Bond (* 1984), US-amerikanische Basketballspielerin
- Laurence Bond (1905–1943), britischer Stabhochspringer
- Lilian Bond (1908–1991), britische Schauspielerin
- Linda Bond (* 1946), kanadische Generalin der Heilsarmee
- Louise Bond-Williams (* 1982), britische Fechterin
- Lucas Bond, britischer Kinderdarsteller

### M
- Michael Bond (1926–2017), britischer Schriftsteller

### N
- Nelson Slade Bond (1908–2006), US-amerikanischer Autor
- Nigel Bond (* 1965), englischer Snookerspieler

### P
- Patrick Bond (* 1961), Soziologe, Politischer Ökonom und Hochschullehrer
- Paul Bond (Paul David Bond Pesqueira; * 1964), mexikanischer Maler, tätig in den USA
- Peter Bond (* 1952), deutscher Fernsehmoderator und Schauspieler
- Philip Bond (Schauspieler) (Philip George William Bond; 1934–2017), britischer Schauspieler
- Philip Bond (Comiczeichner) (Philip J. Bond; * 1966), britischer Comiczeichner
- Philip Bond (Gedächtnissportler), britischer Gedächtnissportler
- Prano Bailey-Bond (* 1982), britische Filmregisseurin und Drehbuchautorin

### R
- Rene Bond (1950–1996), US-amerikanische Pornodarstellerin
- Ria Bond (* 1976), neuseeländische Politikerin
- Richard Bond, britischer Autorennfahrer
- Richard Marshall Bond (1903–1976), US-amerikanischer Ornithologe
- Robert Bond (1857–1927), kanadischer Politiker
- Rudy Bond (1912–1982), US-amerikanischer Schauspieler
- Ruskin Bond (* 1934), britisch-indischer Schriftsteller
- Ryan Bond (* 1974), US-amerikanischer Basketballspieler

### S
- Samantha Bond (* 1961), britische Schauspielerin
- Shadrach Bond (1773–1832), US-amerikanischer Politiker
- Sidonie Bond (* 1937), britische Schauspielerin
- Stephen R. Bond (* 1963), britischer Ökonom
- Steve Bond (* 1953), israelisch-amerikanischer Schauspieler

### T
- Tassili Bond (um 1975–2016), US-amerikanischer Jazzmusiker (Kontrabass)
- Timothy Bond (* 1942), kanadischer Filmregisseur und Drehbuchautor
- Tommy Bond (1926–2005), US-amerikanischer Schauspieler
- Tony Bond (* 1953), englischer Rugby-Union-Spieler

### V
- Victoria Bond (* 1945), US-amerikanische Dirigentin, Komponistin und Hochschullehrerin

### W
- Walter Bond (* 1969), US-amerikanischer Basketballspieler
- Ward Bond (1903–1960), US-amerikanischer Schauspieler
- William Cranch Bond (1789–1859), US-amerikanischer Astronom
- William Henry Bond (1915–2005), US-amerikanischer Bibliothekar
- William K. Bond (1792–1864), US-amerikanischer Politiker
- William West Bond (1884–1975), US-amerikanischer Politiker

### Fiktive Figuren
- Bello Bond, Titel einer Kinderbuchserie
- James Bond, Romanfigur des Schriftstellers Ian Fleming